# Jairo Cuéllar
Jhon Jairo Cuéllar Vaca (Santa Cruz de la Sierra, 15 de octubre de 1999) es un futbolista boliviano. Juega como guardameta en Guabirá de la Primera División de Bolivia.

## Trayectoria

### Inicios y Guabirá
Tuvo sus inicios en las categorías inferiores de Guabirá. Su debut profesional fue el 22 de julio de 2018 en el empate 2-2 ante Nacional Potosí.

## Selección nacional

### Categorías inferiores
Fue convocado para disputar el Sudamericano Sub-20 de 2019 realizado en Chile, disputando cuatro encuentros. En 2020 fue nominado para jugar Preolímpico Sub-2023 en Colombia pero no fue el portero titular.
| Torneo                        | Sede     | Resultado    | Partidos | Goles |
| ----------------------------- | -------- | ------------ | -------- | ----- |
| Sudamericano Sub-20 de 2019   | Chile    | Primera fase | 4        | 0     |
| Sudamericano Sub-2023 de 2020 | Colombia | Primera fase | 0        | 0     |

### Selección absoluta
En 2021 recibió su primera convocatoria con la selección boliviana por César Farías para un amistoso ante El Salvador. En 2022 fue convocado nuevamente para una serie de amistosos ante las selecciones de Senegal y Perú.

## Clubes
| Club    | País    | Año           |
| ------- | ------- | ------------- |
| Guabirá | Bolivia | 2018-presente |